# Майдан (Нижегородская область)
Майдан — деревня в Кстовском районе Нижегородской области. Входит в состав Чернухинского сельсовета.

## География
Деревня находится на расстоянии приблизительно 10 километров по прямой на юг от города Кстово, административного центра района.

## Население
Постоянное население составляло 244 человека (русские 98%) в 2002 году, 261 в 2010.